# Robert Corey

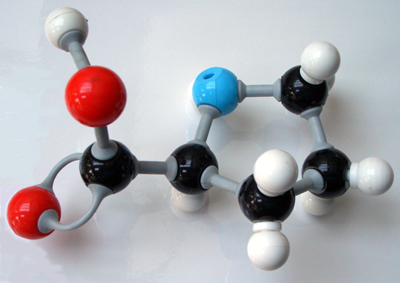
Molekulární kuličkový model CPK - prolin

Robert Brainard Corey (19. srpna 1897 – 23. dubna 1971) byl americký biochemik. V roce 1951 společně s Linusem Paulingem a Hermanem Bransonsem objevili a popsali  α-šroubovici a β-skládaný list, které jsou základem sekundární struktury bílkovin.
Společně se zabývali i vývojem molekulárních modelů a konfigurací uspořádání aminokyselin v bílkovinách. V roce 1952 Corey a Pauling publikovali popis prostorových modelů bílkovin a dalších biomolekul. V těchto modelech byly atomy reprezentovány barevnými dřevěnými kuličkami (například bílá kulička pro vodík, černá pro uhlík, modrá pro dusík, červená pro kyslík). Tyto modely jsou dosud používané pod zkratkou CPK, což jsou počáteční písmena jejich objevitelů (Corey–Pauling–Koltun).
Corey spolupracoval s Linusem Paulingem prakticky celou svou vědeckou karieru. Velmi dobře se doplňovali, neboť Pauling vytvářel koncepty a Corey precizně prováděl experimenty. Společně navrhli základní koncepty strukturní biologie a molekulární biologie. 

## Vzdělání a kariera

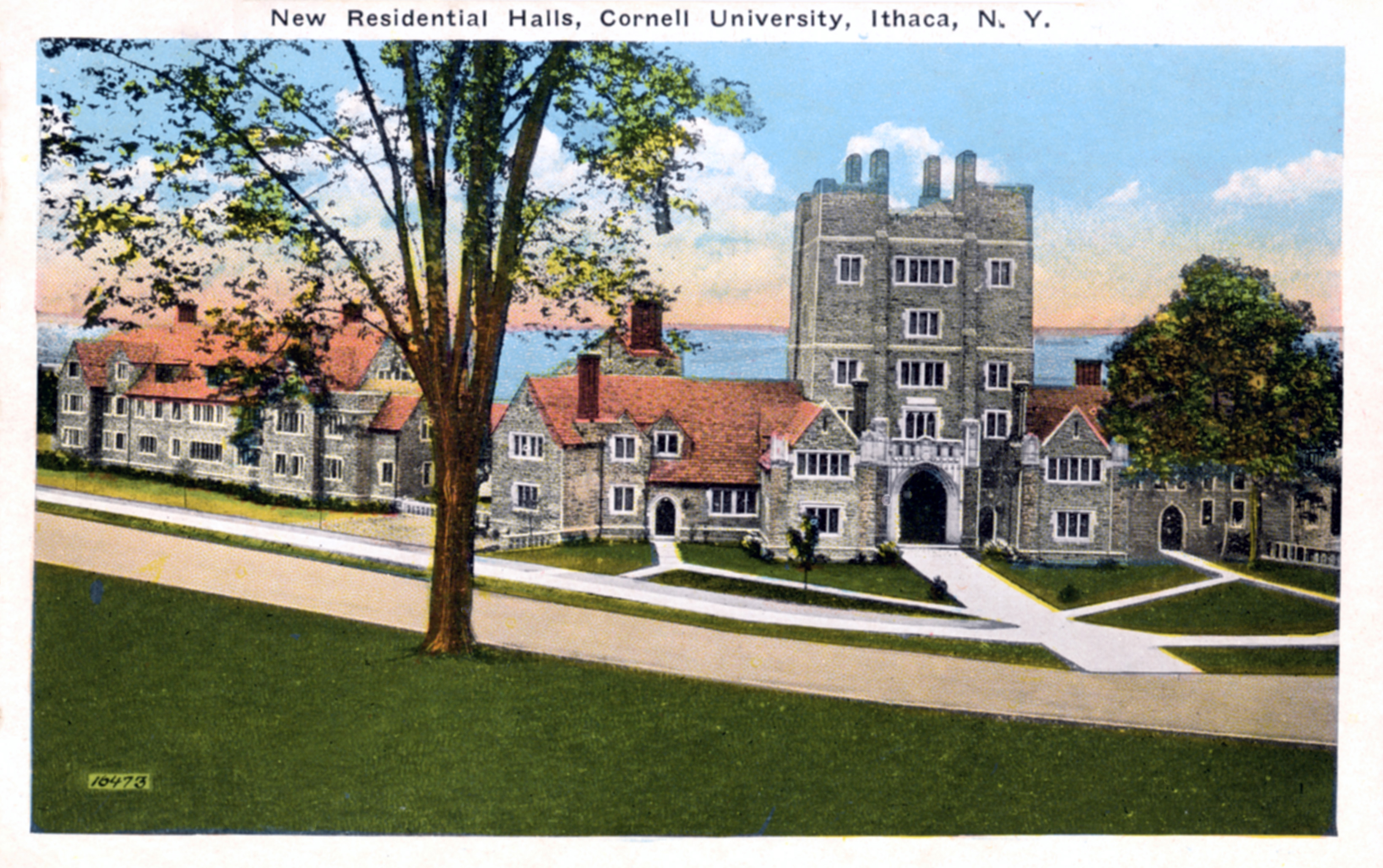
Cornellova univerzita

Robert Corey se narodil ve Springfieldu ve státě Massachusetts jako první ze dvou synů Freda Brainarda Coreyho a Caroline (Heberd) Corey. Oba rodiče vystudovali Cornellovu univerzitu, otec v roce 1892 a matka v roce 1893. Fred Corey byl strojní a elektrotechnický inženýr, který byl mnoho let zaměstnán u společnosti General Electric v Schenectady jako vývojář železničního vybavení.

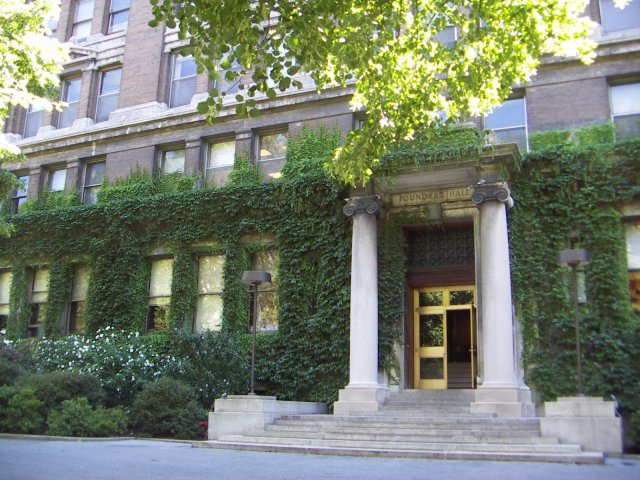
Rockefellerova univerzita

Corey v mládí dostal dětskou obrnou, jejímž důsledkem byla částečně ochrnutá levá ruka, výrazné kulhání a křehká konstituce. Byl proto vážný a nepříliš společenský. Střední školu navštěvoval  v Edgewoodu v Pensylvánii. Odtud odešel na University of Pittsburgh, kde v roce 1919 promoval s bakalářským titulem z chemie. Pro postgraduální studium si vybral Cornellovu univerzitu, kde se specializoval na anorganickou chemii, fyzikální chemii a spektroskopii. Po získání titulu Ph.D. v roce 1924 zůstal na Cornellově univerzitě jako instruktor analytické chemie.
V roce 1928 začal pracovat na Rockefellerově univerzitě jako asistent biofyziky a v roce 1930 byl povýšen na spolupracovníka. V tomto roce se také oženil s Dorothy Gertrude Paddonovou. Přestože neměli děti, jejich manželství bylo spokojené a trvalo až do jeho smrti.

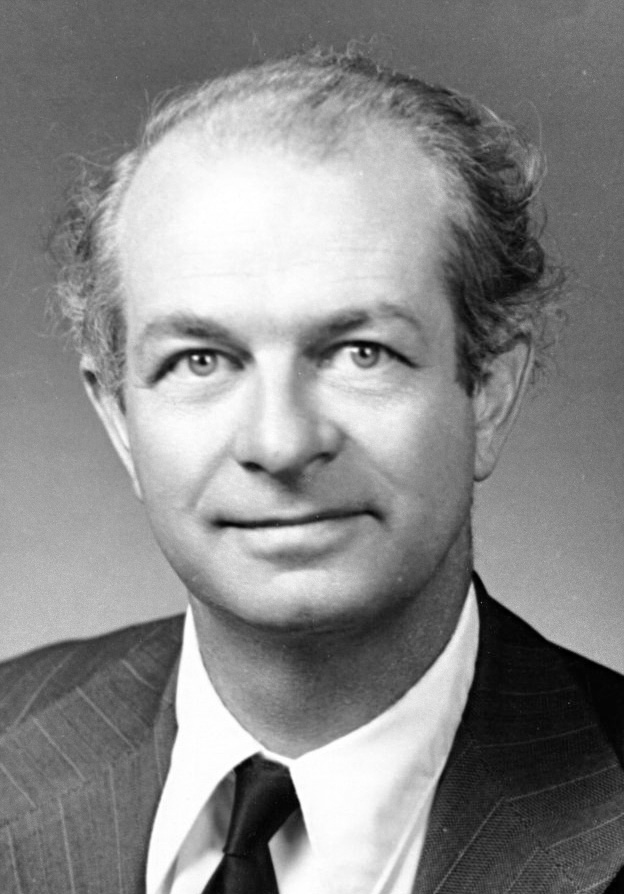
Linus Pauling, dvojnásobný nositel Nobelovy ceny (1940)

Na Rockefellerově univerzitě se začal věnovat rentgenové spektrometrii zaměřenou na zkoumání krystalických bílkovin. Postupně objevil struktury řady jednoduchých sloučenin majících vazby C-C a C-N, které jsou páteří bílkovinných molekul. Během deseti let publikoval kolem dvaceti článků popisujících difrakční studie organických sloučenin, především bílkovin.
V roce 1937 napsal Corey o svých experimentech americkému vědci Linusu Paulingovi na Kalifornský technologický institut (Caltech) a ten jej přijal jako svého spolupracovníka. Již v roce 1938 byl povýšen na vedoucího výzkumného pracovníka v oboru chemie, v roce 1946 na výzkumného pracovníka a v roce 1949 na profesora strukturní chemie.
Spolupráce těchto dvou velmi rozdílných vědců byla velmi úspěšná. Pauling rád vystupoval před veřejností a propagoval práci svého týmu. Corey byl naopak tichý a precizní experimentátor, který mu poskytoval podklady. Právě rozdíl těchto osobností vedl k jejich úspěchům a rozvoji oboru molekulární biologie.
V roce 1968 se Corey stal emeritním profesorem. V té době se jeho zdravotní stav zhoršoval a jeho vystoupení na Caltechu byla vzácná. Zemřel na jaře 1971 na aterosklerózu komplikovanou hypoglykémií.

## Objevy α-šroubovice a β-listu

α-šroubovice

- α-šrouboviceV letech 1950–1955 přišel Linus Pauling s konceptem, že polypeptidové řetězce v bílkovinách mohou tvořit pravidelné spirálovité struktury tvořené aminokyselinovými zbytky. Coreyovy experimenty s rentgenovou difrakcí tyto navržené struktury potvrzovaly. Jednalo se především o vláknité bílkoviny, které tvoří vlasy, kolagen, hedvábí, ovčí vlnu, peří a další.

β-skládaný list

- β-skládaný listS pomocí strukturálních konceptů, které vzešly z difrakčních experimentů především Coreyho se jim podařilo zkonstruovat řadu modelů. Jeden nazvali α-šroubovice (alfa-helix) a druhý β-skládaný list (β-sheet).
- Pauling a Corey poté publikovali v časopise Proceedings of the National Academy of Sciences popis α-šroubovice a dvě rozšířené β-listové struktury, jednu s paralelním a druhou s antiparalelním uspořádáním sousedních polypeptidových řetězců. Tyto popisy obsahovaly souřadnice atomů peptidových skupin, takže struktury mohly být přesně reprodukovány v jiných laboratořích. Brzy se tak ukázalo, že α-šroubovice a β-listy jsou hlavními složkami mnoha vláknitých i globulárních bílkovin.
- Pauling a Corey  se tak stali jedněmi ze zakladatelů strukturní biologie a molekulární biologie, která se věnuje velkým biologickým molekulám a je schopna určit přesné uspořádání atomů v nich obsažených.